# Гречка (співачка)
Гречка (справжнє ім'я — Анастасія Іванова) — російська співачка, музикант, композитор і автор пісень.

## Біографія
Анастасія Іванова народилася 1 березня 2000 року в місті Кінісепп Ленінградської області. У дванадцять років мама купила їй гітару. Через кілька років вона почала грати й співати на вулиці в рідному місті, у тому числі кавери на Валентина Стрикало. Із жовтня 2016 року по квітень 2017 записала й виклала ВКонтакті три альбоми зі своїми піснями.
У 17 років Гречка переїхала в Санкт-Петербург для вступу до Коледжу водних ресурсів. Спочатку вона,як інші молоді початківці у сфері музичного мистецтва, співала на вулиці, але незабаром почала виступати в клубі «Іонотека». Творець «Іонотеки» Олександр Іонов спродюсував дебютний студійний альбом Гречки «Звёзды только ночью», додавши до пісень тільки ударні та бас, і 21 грудня 2017 року альбом був викладений у групі ВКонтакті. Уже в січні Афіша Daily назвала Гречку «музичним відкриттям 2018 року». Пісня «Люби мене, люби» потрапила в ротацію на петербурзькому Love Radio.
У лютому 2018 року зіграла на розігріві в гурту «Пошлая Молли», а в березні виступила в шоу «Вечерний Ургант» з піснею «Люби меня, люби».
Гречка 4 квітня 2018 року зіграла свою пісню «Люби меня, люби» (приспів належить групі «Отпетые мошенники») серед вуличних музикантів в Санкт-Петербурзі, поряд із ТРЦ «Галерея» на Ліговському проспекті. Відео було викладено на YouTube.
У червні 2018 року Гречка виступила на фестивалях «Боль» і «Стереолето».
У серпні 2018 виступила на рок-фестивалі Нашествие 2018.

## Особисте життя
У 2021 році здійснила камінг-аут, розповівши про стосунки зі своєю дівчиною: "Окрім пісні «Якщо мене зламають», з якої розпочався альбом, у ньому майже немає нічого особистого — нічого про мене. Але так вийшло, що його вихід збігся з моїм розставанням з дівчиною, і багато знайомих казали: «Воу, Настя, ти написала „Тисяча моментів“, „Це вбило мене“ про розставання. Ми розуміємо твої почуття». Але ні, всі ці пісні не були написані для моєї колишньої дівчини. Втім, альбом таки підтримав мене, мабуть, десь на підсвідомому рівні я написала його для себе."

## Дискографія
- 2016 — перший альбом
  - Будьте любимы
  - Картина
  - Пойдем покурим
  - С тобой
  - Каждую секунду
  - Как спичка
  - Мир сходит с ума
- 2017 — другий альбом
  - Ты лучше всех
  - Проснись моя любовь
  - Это мой суицид
  - Перед нами жизнь
  - Ты главный герой
  - Не дай мне уйти
- «Звёзды только ночью»
  - Мама прости
  - Вы жалкие
  - Подростки
  - Всю грусть
  - Скоростной марафон
  - Тебе всё равно на меня
  - Подружки-наркоманки
  - Люби меня люби
  - Однажды все мы постареем
- 2018 — «Недокасаемость»
  - Анимешница
  - Крики
  - Каждую секунду
  - Лето